# Canarium kinabaluense
Canarium kinabaluense är en tvåhjärtbladig växtart som beskrevs av Leenh.. Canarium kinabaluense ingår i släktet Canarium och familjen Burseraceae. Inga underarter finns listade i Catalogue of Life.